# Dubai Studio City

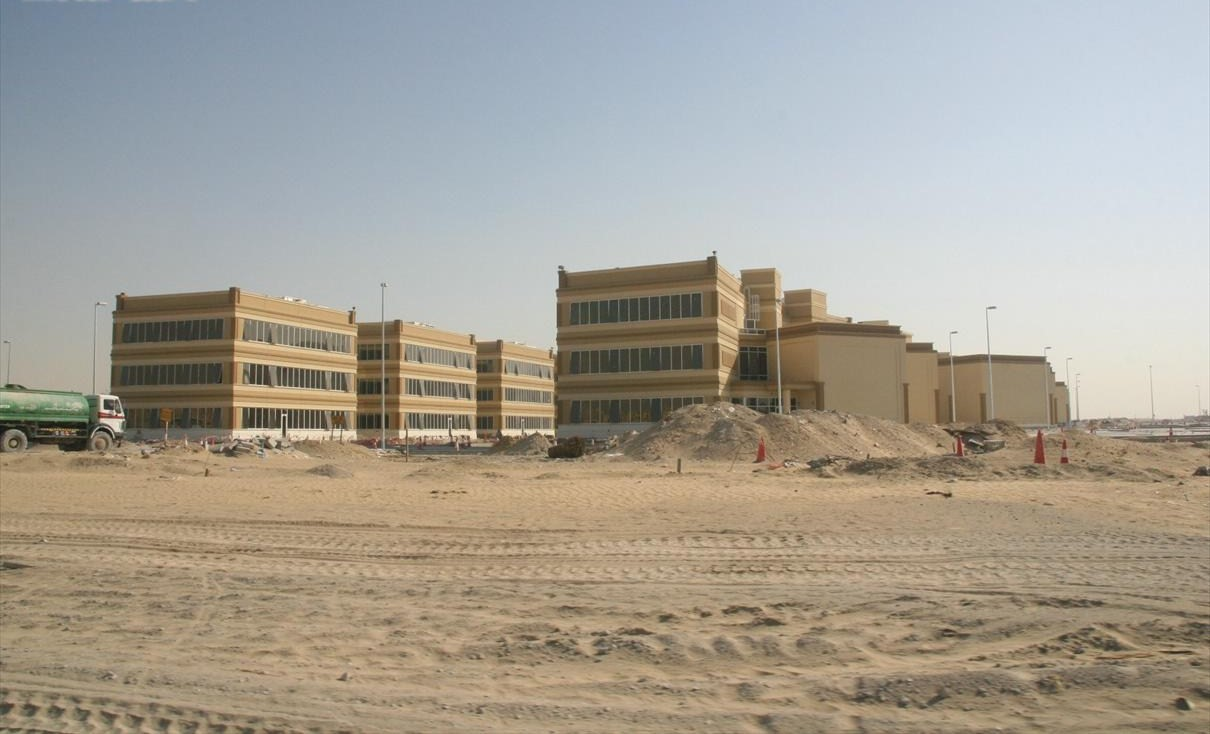
DSC đang trong quá trình xây dựng tháng 6 năm 2007

Dubai Studio City (tiếng Ả Rập: مدينة دبي للاستوديوهات) được thành lập tại Dubai, Các Tiểu vương quốc Ả Rập thống nhất. Một khu tự do thuộc sở hữu của Dubai Holding dành cho việc sản xuất truyền hình, phát thanh và điện ảnh. Được thành lập vào năm 2005. Nó là một phần của Tập đoàn Tecom tại Dubai. Nó sẽ đáp ứng nhu cầu sản xuất của khu vực và có kế hoạch xây dựng các hãng phim như Hollywood, phát triển việc nghiên cứu âm thanh, công viên quay các cảnh trailer cho nhu cầu sản xuất khác nhau. Dubai Studio City sẽ có các studio, sân khấu âm thanh, khu hội thảo, khu vực sân khấu, sân diễn, sân quay phim, văn phòng trung tâm phát sóng, studio hậu sản xuất và trung tâm dịch vụ doanh nhân cho dịch giả tự do. Dubai Studio City cũng sẽ tổ chức cho các học viên theo ngành điện ảnh và truyền hình, các dịch vụ, các khu giải trí và bán lẻ, các khách sạn và các khu dân cư để phục vụ các đoàn làm phim.
Năm 2008, Dubai Studio City tổ chức chương trình điện ảnh ở Dubai với Học viện Điện ảnh Manhattan.

## Danh sách công ty
- Endemol Trung Đông (trụ sở khu vực MENA)[13]
- ART (Đài truyền hình và phát thanh Ả Rập)[14] (văn phòng)
- Dubai Eye 103.8